# بيرد يورغن إلدن
بيرد يورغن إلدن (بالنرويجية البوكمول: Bård Jørgen Elden)‏ هو متزحلق نوردي مزدوج نرويجي، ولد في 17 يونيو 1968 في Namdalseid Municipality ‏ في النرويج.

## وصلات خارجية
- بيرد يورغن إلدن على موقع الاتحاد الدولي للتزلج (التزلج النوردي المزدوج) (الإنجليزية)
- بيرد يورغن إلدن على موقع أوليمبيديا (الإنجليزية)